# Ciclisme als Jocs Olímpics d'Estiu de 1932 - Velocitat individual
La competició de velocitat individual fou una de les quatre proves del programa olímpic de ciclisme en pista dels Jocs Olímpics d'Estiu de Los Angeles de 1932. La competició es va disputar l'1 i 3 d'agost de 1932, amb la presència de 9 ciclistes procedents de 9 nacions diferents. La cursa consistia en un esprint de 1.000 metres.

## Medallistes
| Or                   | Plata                | Bronze                 |
| Jacobus Egmond (DEN) | Louis Chaillot (FRA) | Bruno Pellizzari (ITA) |

## Resultats

### Sèries
El guanyador de cadascuna de les dues sèries i les dues primeres parelles de la repesca van passar a semifinals
Sèrie 1
| Posició | Nom             | País      | Temps | Notes |
| ------- | --------------- | --------- | ----- | ----- |
| 1       | Louis Chaillot  | França    | 13.0  | Q     |
| 2       | Willy Gervin    | Dinamarca |       | Q     |
| 3       | Enrique Heredia | Mèxic     |       | R     |

Sèrie 2
| Posició | Nom                | País          | Temps | Notes |
| ------- | ------------------ | ------------- | ----- | ----- |
| 1       | Jacobus van Egmond | Països Baixos | 13.0  | Q     |
| 2       | Ernest Chambers    | Regne Unit    |       | Q     |
| 3       | Leo Marchiori      | Canadà        |       | R     |

Sèrie 3
| Posició | Nom              | País         | Temps | Notes |
| ------- | ---------------- | ------------ | ----- | ----- |
| 1       | Dunc Gray        | Austràlia    | 13.2  | Q     |
| 2       | Bruno Pellizzari | Itàlia       |       | Q     |
| 3       | Bobby Thomas     | Estats Units |       | R     |

Repesca
| Posició | Nom             | País         | Temps | Notes |
| ------- | --------------- | ------------ | ----- | ----- |
| 1       | Bobby Thomas    | Estats Units | 13.1  | Q     |
| 2       | Leo Marchiori   | Canadà       |       | Q     |
| 3       | Enrique Heredia | Mèxic        |       |       |

### Quarts de final
El vencedor de cadascuna de la quatre sèries passava a semifinals.
Sèrie 1
| Posició | Nom            | País   | Temps | Notes |
| ------- | -------------- | ------ | ----- | ----- |
| 1       | Louis Chaillot | França | 12.9  | Q     |
| 2       | Leo Marchiori  | Canadà |       |       |

Sèrie 2
| Posició | Nom                | País          | Temps | Notes |
| ------- | ------------------ | ------------- | ----- | ----- |
| 1       | Jacobus van Egmond | Països Baixos | 12.2  | Q     |
| 2       | Bobby Thomas       | Estats Units  |       |       |

Sèrie 3
| Posició | Nom          | País      | Temps | Notes |
| ------- | ------------ | --------- | ----- | ----- |
| 1       | Dunc Gray    | Austràlia | 12.9  | Q     |
| 2       | Willy Gervin | Dinamarca |       |       |

Sèrie 4
Pellizzari va empènyer Chambers cap a la vora de la pista, donant lloc a una protesta dels britànics. La protesta va ser denegada i Pellizzari va seguir endavant.
| Posició | Nom              | País       | Temps | Notes |
| ------- | ---------------- | ---------- | ----- | ----- |
| 1       | Bruno Pellizzari | Itàlia     | 12.5  | Q     |
| 2       | Ernest Chambers  | Regne Unit |       |       |

### Semifinals
El vencedor de cadascuna de les dues semifinals passava a la final.
Semifinal 1
Chaillot guanyar a Gray per polzades.
| Posició | Nom            | País      | Temps | Notes |
| ------- | -------------- | --------- | ----- | ----- |
| 1       | Louis Chaillot | França    | 12.8  | Q     |
| 2       | Dunc Gray      | Austràlia |       | B     |

Semifinal 2
Pellizzari va córrer per l'interior durant l'última volta i mitja, però van Egmond va poder vèncer-lo amb facilitat.
| Posició | Nom                | País          | Temps | Notes |
| ------- | ------------------ | ------------- | ----- | ----- |
| 1       | Jacobus van Egmond | Països Baixos | 12.5  | Q     |
| 2       | Bruno Pellizzari   | Itàlia        |       | B     |

### Finals

#### Cursa pel bronze
Gray va decidir no competir en la cursa per la medalla de bronze per tal de reservar-se per la competició del quilòmetre contrarellotge que es disputava poc després.
| Posició | Nom              | País      | Temps |
| ------- | ---------------- | --------- | ----- |
| 3       | Bruno Pellizzari | Itàlia    | 12.7  |
| —       | Dunc Gray        | Austràlia | DNS   |

#### Final
La final es va disputar al millor de dues curses. Chaillot va guanyar la primera cursa amb un final molt ajustat, on alguns observadors indiquen que van Egmond hauria guanyat. Tanmateix, l'equip holandès no va protestar. Van Egmond va guanyar per una bicicleta la segona cursa i la tercera per una roda.
| Posició | Nom                | País          | Cursa 1 | Cursa 2 | Cursa 3 |
| ------- | ------------------ | ------------- | ------- | ------- | ------- |
| 1       | Jacobus van Egmond | Països Baixos |         | 12.6    | 12.6    |
| 2       | Louis Chaillot     | França        | 12.5    |         |         |